# Enric Gispert i Fabrés
Enric Gispert i Fabrés (* 1925 in Barcelona; † 1990 ebenda) war ein spanischer Chorleiter und Musikkritiker. Gispert war Fachmann auf dem Gebiet Alter Musik.

## Leben und Werk
Gispert kombinierte ein Studium der Rechtswissenschaft an der Universität Barcelona mit einer Ausbildung an der Schola Cantorum Universitaria Barcinonensis unter der Leitung von Antoni Pérez i Moya und Cristòfor Taltabull.
1953 gründete Gispert den Chor „Al·leluia“, den er selbst bis 1965 leitete. Er führte mit diesem Chor von Renaissance-Kompositionen über Negro Spirituals bis zu Musikwerken des 20. Jahrhunderts (u. a. Werke von Paul Hindemith) alles auf. Seit 1958 war er dem Barceloneser Musikensemble Ars Musicae de Barcelona verbunden und leitete es bis 1973. Mit diesem Ensemble nahm er an verschiedenen Musikfestivals für Alte Musik wie dem Festival von Granada (1966) teil. Er spielte mit dieser Formation auch mehrere Tonträgeraufnahmen ein.
In Publikationsorganen wie „Destino“ förderte er über die Musikkritik Interpreten des Nova Cançó Catalana wie Quico Pi de la Serra, Toti Soler oder Raimon.
In den letzten Jahren seines Lebens widmete er sich Gruppen wie „Consonare“ und der Kapelle „Santa Maria del Mar“, die er 1986 gründete.